# Animage
《Animage》為1978年5月26日由德間書店發行，並為日本目前現存發行時期最長的動畫雜誌。多以「AM」或來簡稱。

## 概要
《Animage》由當時德間書店雜誌編輯長尾形英夫提議發行，創辦的契機來自尾形英夫膝下喜愛觀賞動畫《宇宙戰艦大和號》的兒子所影響。而《Animage》創刊號所報導的主題即為《宇宙戰艦大和號》。
《Animage》的名稱來自於尾形英夫將「Animation」（動畫）及「Image」（圖像）兩個單字所合併的原創字彙。封面的名稱自創刊到1998年時期皆以此字彙的日語拼音來標示，而1998年6月至2002年6月間曾一度改為英語拼音的「Animage」，後續仍換回日語拼音的至2015年5月。
2015年6月10日（7月號）起使用英語拼音和日語拼音的名稱。

## 舉辦獎項
- Anime Grand Prix

於1979年首次舉辦的活動，是在《Animage》雜誌上每年一屆由讀者評選出當年度最佳動畫及相關部門獎項。當時首屆最佳動畫大獎得主為《機動戰士鋼彈》。

## 歷屆編輯長
1. 尾形英夫
2. 鈴木敏夫
3. 武田實紀男
4. 荒川進
5. 渡邊隆史
6. 松下俊也
7. 大野修一
8. 松下俊也（回任）

## 雜誌連載作品
漫畫
- （1978～1979）：聖悠紀著
- 風之谷（1982～1994）：宮崎駿著
- 東京物語（1987～1992）：福山慶子著
- 結果......（1984）：森山雄治著（押井守原作）
- D[di:]（1989～1990）：洞澤由美子著
- 小魔女得意妹（1992～1994）：SUEZEN（飯田史雄）著
- 賽拉弗 2億6661萬3336之翼（1994～1995）：今敏著（押井守原作→今敏獨力製作，未完結）
- KAZE：神崎將臣著
- 貓男爵：柊葵著

小說
- 海潮之聲（1990～1992）：冰室冴子著，插畫：近藤勝也
- 機動戰士鋼彈Hi-Streamer：富野由悠季著，插畫：星野之宣

## 叢書類型
- Animage Comics

Animage於1980年成立的用來出版漫畫的叢書類型，而吉卜力工作室的全彩電影漫畫皆由此發行。
- Animage 文庫

於1982年成立，一般簡稱為《AM文庫》。除發行動畫小說化的作品為主外，另有出售一些動畫相關人士解說作品內容的書籍。

## 其它主題刊物
- RYU

自1979年由《Animage》增刊發行、以漫畫為主的雜誌，後續於1986年休刊。
- Parrot

1980年年底發行。
- Noel

少女漫畫為主的季刊，1992年發行。
- VOICE ANIMAGE

聲優類型雜誌，以當時熱門的聲優刊物《SEIGURA》為假想敵，1994年發行。
- A☆Princess

內容偏向美少女遊戲、萌類型動畫刊物，發行時間不定。

## 相關媒體
電視節目
- Animage TV

專播放動畫相關新聞的節目，現今的名稱為《Anime TV》。
- 月刊 Animage TV

每月播放一次的節目，以介紹《Animage》雜誌、最新動畫消息為主。節目解說由聲優石田彰及小島幸子擔任。
廣播
- Pair Pair Animage

於Radio日本頻道上放送，以兩兩一組聲優來擔任廣播主持人為其特徵。
- Animage IN

在大阪一帶放送的廣播節目。
- Animage 飯塚雅弓的還是星期天哪
- Animage 飯塚雅弓的痛痛快走開

皆由聲優飯塚雅弓擔任主持的節目，分別在1997～1998年、1998～2001年於株式會社文化放送播放。
- Radio Animage

株式會社文化放送播放，由聲優草地章江主持。
- VA偵探局萌萌Animage

株式會社文化放送播放，由聲優長崎萌主持。
- 網路廣播 檜山修之的動畫熱澡

2004年6月23日由聲優檜山修之在音泉上放送。

## 外部連結
- 官方網站（页面存档备份，存于）
- 官方推特（页面存档备份，存于）
- 官方臉書（页面存档备份，存于）